# Crashpad

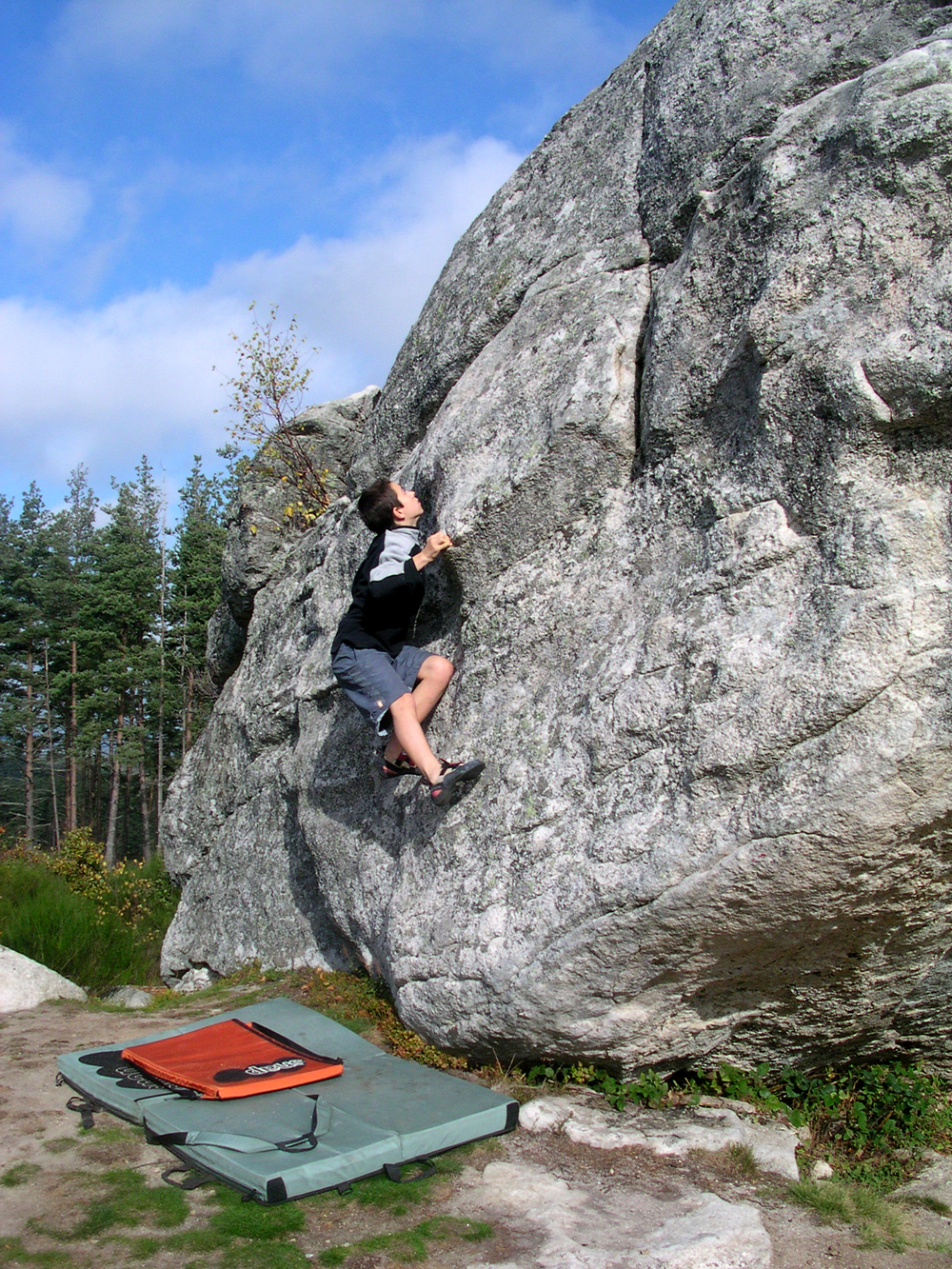
Wspinacz asekurujący się crashpadem

Crashpad – przyrząd przypominający materac, który służy do asekuracji w czasie wspinaczki boulderingowej. Pozwala na bezpieczne lądowanie po odpadnięciu od skały z niewielkiej wysokości. Crashpady są z reguły składane i wyposażone w taśmy na ramię - co pozwala w łatwy sposób je transportować.